# ميندون (ماساتشوستس)
ميندون (بالإنجليزية: Mendon, Massachusetts)‏ هي بلدة أمريكية تقع في الولايات المتحدة في مقاطعة ووستر (ماساتشوستس). يقدر عدد سكانها بـ 5,839 نسمة ومساحتها 47.3 كم2 وترتفع عن سطح البحر 101 متر.

## أعلام
- بيت كارمايكل
- ألبرت هاركنيس
- دانيال داي
- بنجامين آدامز
- سيميون ثاير